# 許峰雄
許 峰雄（きょ ほうゆう、1959年1月1日 - ）は、台湾出身のアメリカ合衆国の計算機科学者である。クレイジー・バード(Crazy Bird)の愛称を持つ。

## 生涯
許は1959年1月1日に台湾の基隆市で生まれ、国立台湾大学で電気工学の学士号を取得した後に渡米した。1985年、カーネギー・メロン大学大学院でコンピュータチェスの研究を始めた。最初に開発したのは、ケン・トンプソンが開発したBelleの設計に基づいたChipTestという単純なシステムだった。1988年、許らが開発した「ディープ・ソート」は、チェスのトーナメント戦でグランドマスターに勝利し、世界初のグランドマスターレベルに認定されたコンピュータとなった。1989年、ディープ・ソートに関する博士論文により計算機科学のPh.D.を取得した 。この博士論文は、1990年のメフィスト最優秀論文賞を受賞した。
大学院卒業とともにIBMに入社し、チェスコンピュータの研究を継続した。1991年、チェスコンピュータのアーキテクチャとアルゴリズムに対する貢献により、グレース・ホッパー賞を受賞した。1996年、許らが開発した「ディープ・ブルー」はチェスの世界チャンピオンのガルリ・カスパロフに挑んだが、1勝3敗2引き分けで敗れた。敗戦後、開発チームはディープ・ブルーの改良を行い、処理能力を2倍にして1年後のカスパロフとの再戦に挑んだ。1997年5月11日、2勝1敗3引き分けでディープ・ブルーが勝利した。
2003年、許は北京のマイクロソフトリサーチ・アジアに移籍した。
2007年、許は、チェスにおいては力まかせ探索のコンピュータが人間を打ち負かしたが、いずれ碁でも同じことが起こるだろうと述べた。その9年後の2016年、AlphaGoがトッププロ棋士に勝利し、許の予言が実現した。

## 著書
- Behind Deep Blue: Building the Computer that Defeated the World Chess Champion（ディープ・ブルーの裏側: チェス世界チャンピオンを破ったコンピュータの構築） Princeton University Press, 2002. (ISBN 0-691-09065-3)